# The Big Gundown
Pour les articles homonymes, voir Gundown (homonymie).
The Big Gundown est un album de John Zorn sorti en 1985 sur le label Nonesuch/Icon avant d'être réédité, remastérisé, par Tzadik en 2000 avec 6 pistes bonus (Édition du 15e anniversaire). Les compositions sont de Ennio Morricone, à l'exception de Tre Nel 5000, les arrangements et la direction de John Zorn. Chaque composition est jouée par un ensemble de musiciens différent. Morricone a qualifié l'album de succès : « C'est un disque qui a des idées nouvelles, bonnes et intelligentes. La réalisation est de haut niveau, un travail réalisé par un maître de la science de l'imagination plein de créativité. Mes idées ont été réalisées non pas d'une manière passive, mais d'une manière active, et cela a recréé et réinventé ce que j'avais fait précédemment pour les films. Beaucoup de gens ont fait des versions de mes pièces, mais personne ne l'a fait comme ça».

## Titres
| 1.    | The Big Gundown                                | 7:25 |
| 2.    | Peur Sur La Ville                              | 4:16 |
| 3.    | Poverty (Once Upon A Time In America)          | 3:49 |
| 4.    | Milano Odea                                    | 3:02 |
| 5.    | Erotico (The Burglars)                         | 4:26 |
| 6.    | Battle Of Algiers                              | 3:50 |
| 7.    | Giu La Testa (Duck You Sucker !)               | 6:06 |
| 8.    | Metamorfosi (La Classe Operaia Va In Paradiso) | 4:37 |
| 9.    | Tre Nel 5000 (composée par John Zorn)          | 4:37 |
| 10.   | Once Upon A Time In The West                   | 8:33 |
|       | Bonus Tracks                                   |      |
| 11.   | The Sicilian Clan                              | 3:20 |
| 12.   | Macchie Solari                                 | 3:29 |
| 13.   | The Ballad Of Hank McCain                      | 5:27 |
| 14.   | Suegliatti E Uccidi                            | 3:03 |
| 15.   | Chi Mai                                        | 3:06 |
| 16.   | The Ballad Of Hank McCain (Instrumental)       | 5:25 |
| 74:31 |                                                |      |

## Personnel
- Orvin Aquart – harmonica
- Cyro Baptista – cuica (percussion brésilienne)
- Joey Baron - batterie
- Tim Berne – alto saxophone
- Laura Biscotto – voix italienne sexy
- Vicki Bodner – hautbois, cor anglais
- Polly Bradfield – violon
- Anthony Coleman – piano, clavecin, orgue, voix
- Trevor Dunn - basse
- Carol Emanuel – harpe
- Reinaldo Fernandes – tambour brésilien
- Anton Fier – batterie
- Duduca Fonseca – caisse claire
- Bill Frisell – guitare electrique
- Fred Frith – guitare electrique, basse
- Diamanda Galás – voix
- Melvin Gibbs – basse electrique
- Jody Harris – guitare electrique
- Shelley Hirsch – voix
- Wayne Horvitz – piano, celesta, claviers électroniques
- Bob James – bandes
- Guy Klucevsek – accordéon
- Arto Lindsay – guitare electrique, voix
- Christian Marclay – platines
- Mark Miller – batterie, timbales
- Big John Patton – orgue
- Mike Patton - voix
- Bobby Previte – batterie, percussion, timbales, voix
- Robert Quine – guitare electrique
- Vernon Reid – guitare electrique
- Ned Rothenberg – shakuhachi, ocarina, guimbarde
- Michihiro Sato – tsugaru shamisen
- Luli Shioi – voix
- Claudio Silva – pandeiro (tambourin)
- Jorge Silva – surdo (tambour basse)
- Jim Staley – trombone, trombone basse
- Toots Thielemans – sifflement, harmonica
- David Weinstein – mirage, ordinateur
- John Zorn – saxophone alto, scie musicale, voix, clavecin, appeaux, piano